# Lee Soo-man
Lee Soo-man (이수만?, 李秀滿?, Lee SumanLR, I SumanMR; Seul, 18 giugno 1952) è un produttore discografico sudcoreano.

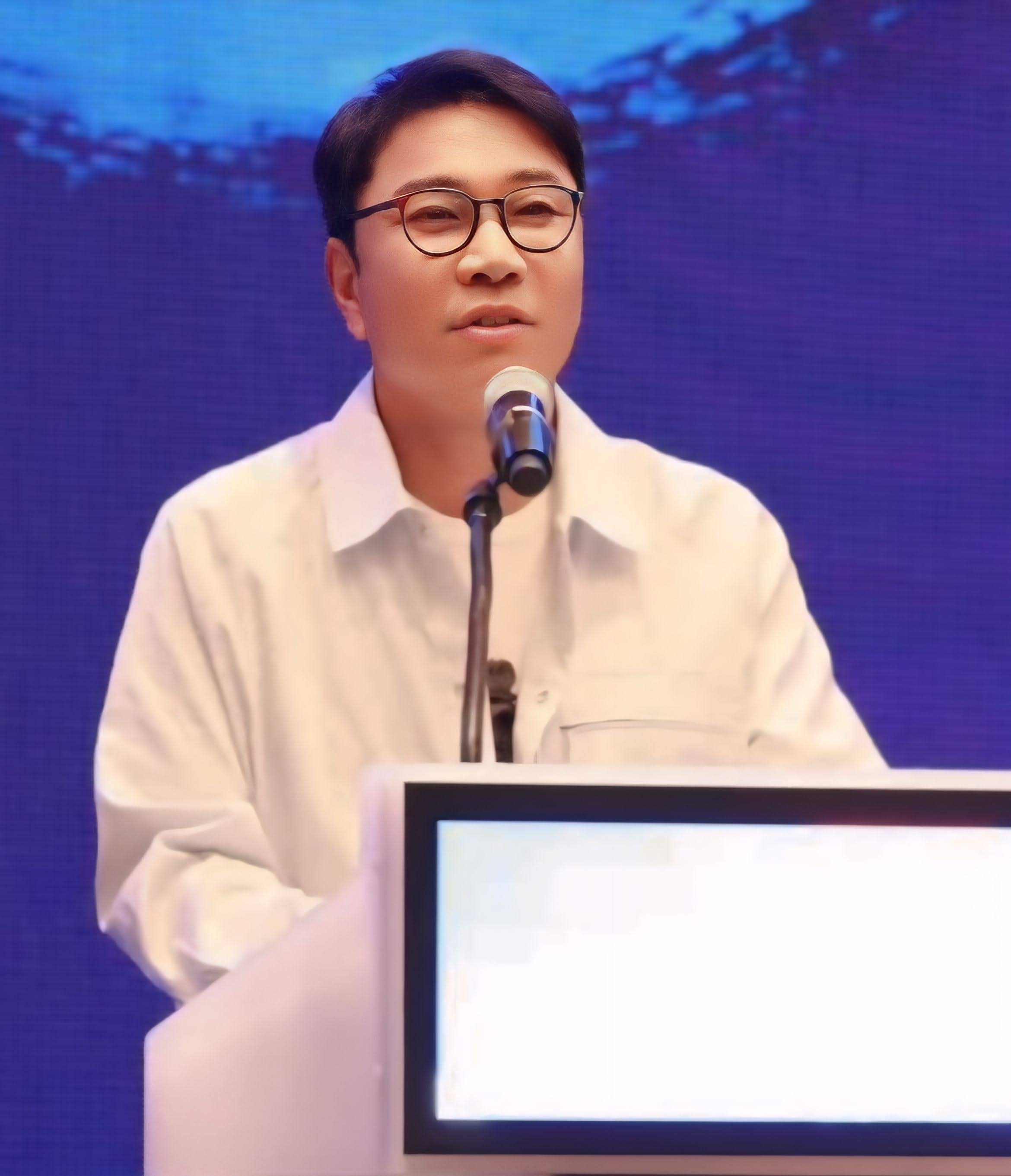

È il fondatore e capo della compagnia discografica SM Entertainment, attiva dal 1995 e lanciatrice di molte band k-pop. La compagnia è stata fondata in realtà nel 1985.

## Biografia

### 1952-1980: primi anni e carriera da cantante
Lee è nato a Seoul, in Corea del Sud, il 18 giugno 1952, e ha frequentato la Seoul National University tra il 1971 e il 1979. Ha debuttato come cantante nel 1972 ed è diventato famoso per canzoni di successo come "Happiness" e "A Piece of Dream". Oltre alla sua carriera di musicista e ai suoi studi universitari, in questo periodo ha anche lavorato come DJ radiofonico e conduttore televisivo.
Nel 1980 ha formato la band Lee Soo-man e The 365 Days. Tuttavia, le politiche di censura dei media sotto il governo di Chun Doo-hwan lo hanno scoraggiato da una carriera nell'industria musicale coreana.

### 1980-1985: Studi negli Stati Uniti
All'inizio degli anni '80, Lee ha deciso di lasciare il mondo dello spettacolo per intraprendere una carriera nell'ingegneria informatica. Andò all'estero per lavorare a un master presso la California State University, Northridge, dove assistette all'ascesa di "superstar della generazione di MTV" come Michael Jackson. Ispirato dal periodo di massimo splendore di MTV negli Stati Uniti, Lee ha deciso di gettare le basi per la moderna industria della musica pop coreana.
Nel 1985, è tornato in Corea "con una visione di ciò che potrebbe essere l'industria musicale coreana".

### 1985-presente: fondazione della SM Entertainment
Dopo il suo ritorno in Corea, Lee è tornato nel mondo dello spettacolo lavorando come DJ e presentatore. Nel 1989, dopo quattro anni di risparmi e di esperienza nel settore, ha fondato una società di intrattenimento chiamata SM Studio (dal nome delle sue iniziali) nel quartiere Apgujeong di Seoul, e ha firmato il cantante Hyun Jin-young. Durante gli anni '90, SM Studio ha sviluppato un sistema interno che si prendeva cura di tutti gli aspetti della carriera dei suoi artisti.
L'approccio di Lee era rivolto a un pubblico di adolescenti e dava una visione olistica delle qualità necessarie per diventare un intrattenitore di successo (canto, ballo e carisma). La società è stata ribattezzata SM Entertainment nel 1995.
Nel febbraio 2010, Lee si è dimesso dalla sua posizione di membro del consiglio di amministrazione della SM, lasciandolo al nipote (ed attuale CEO) Lee Sung-soo, mantenendo un ruolo nella "gestione e sviluppo artistico" della società.
Il 23 gennaio 2020, Lee Soo Man è stato indicato da Billboard come uno dei più influenti leader mondiali dell'industria musicale.
Il 5 febbraio 2020, è stato rivelato da Jeff Benjamin che scrive per Forbes che Lee Soo Man ha lavorato al Korean Girl Group Loona EP [#], che è stato il suo primo progetto in assoluto lontano dalla SM Entertainment.

## Vita privata
La moglie di Lee, Kim Eun-jin, è morta di cancro il 30 settembre 2014. Ha una nipote nella sua stessa agenzia di nome Sunny, membro delle Girls' Generation.